# North Albury
North Albury är en del av en befolkad plats i Australien. Den ligger i kommunen Albury Municipality och delstaten New South Wales, i den sydöstra delen av landet, omkring 460 kilometer sydväst om delstatshuvudstaden Sydney. Antalet invånare är 6 089.
Närmaste större samhälle är Albury, nära North Albury.
Trakten runt North Albury består till största delen av jordbruksmark. Runt North Albury är det ganska tätbefolkat, med 80 invånare per kvadratkilometer. Genomsnittlig årsnederbörd är 1 200 millimeter. Den regnigaste månaden är juli, med i genomsnitt 153 mm nederbörd, och den torraste är november, med 53 mm nederbörd.